# ValuJet-vlucht 592
ValuJet vlucht 592 was een vlucht die op 11 mei 1996 neerstortte in de Everglades in de Amerikaanse staat Florida. De ramp droeg sterk bij aan het faillissement van ValuJet, ongeveer 1,5 jaar na de ramp.

## Het verloop van de vlucht
De vlucht van 97 minuten ging van Miami International Airport naar Hartsfield-Jackson Atlanta International Airport, zonder geplande tussenstops. Op de dag van het ongeluk was de gezagvoerder Candalyn (Candi) Kubeck (de eerste vrouwelijke gezagvoerder die tijdens haar werk stierf), en de copiloot was Richard Hazen.
De vlucht zou om één uur moeten vertrekken, maar hij liep een vertraging van 1 uur en 4 minuten op. Dit kwam door een aantal technische problemen: de autopiloot werkte niet goed; als hij aangezet werd begon het vliegtuig op en neer te vliegen. Daarom zou de bemanning het vliegtuig met de hand vliegen. De cabinetelefoon en een brandstofmeter werkten helemaal niet, en ook was er een fout in het hydraulische back-upsysteem. De laatste twee problemen werden provisorisch gerepareerd; hierdoor ontstond ook de vertraging.
Om 14.04 uur steeg vlucht 592 op en begon een normale stijging, maar om 14.10 uur vroeg copiloot Richard Hazen aan de luchtverkeersleiding toestemming om terug te keren naar Miami vanwege rookontwikkeling in de cockpit en cabine. De piloten kregen aanwijzingen voor een terugkeer naar het vliegveld. Even later waren er op de cockpitvoicerecorder stemmen van passagiers te horen die "brand, brand, brand!" riepen. Een stewardess kwam de cockpit binnen en vertelde dat er brand in de cabine was. Het was cabinepersoneel niet toegestaan de deur van de cockpit te openen als er rook of giftige gassen in de cabine waren, de cabinetelefoon werkte echter niet. Tegen deze tijd stond het gehele vliegtuig in brand en waren de passagiers en bemanning bewusteloos geraakt.
Om 14.14 uur stortte het vliegtuig neer in de Everglades met een snelheid van meer dan 800 km/u. Alle passagiers en bemanningsleden waren op slag dood. Een Piper Arrow die ten tijde van de crash in de buurt was, maakte enkele seconden na het neerstorten een aantal foto's, waarop alleen maar een zwarte brandstofvlek te zien was. Deze Piper bleef boven de plaats van het ongeluk rondcirkelen om het de reddingswerkers gemakkelijker te maken.
De berging bleek zeer moeilijk te zijn, aangezien het vliegtuig 2 meter diep lag en op het bedrock aan stukken was geslagen. De plek van de crash lag ca. 500 meter van de dichtstbijzijnde weg. Bovendien kwamen er alligators op de reddingswerkers af.
99 passagiers kwamen uit de Verenigde Staten, twee uit Venezuela, twee uit het Verenigd Koninkrijk en twee van de Bahama's.

## Onderzoek

### Plaats van de brand
Het onderzoek van de NTSB toonde aan dat de brand die vlucht 592 liet neerstorten ontstaan was in het voorste bagagecompartiment. Dit leek aanvankelijk onmogelijk te zijn, aangezien dit compartiment met een onbrandbare laag was omhuld. Bovendien kon er geen zuurstof in het compartiment komen; een brand die hier ontstaan was, zou zichzelf snel moeten doven door een gebrek aan zuurstof.

### Oorzaak van de brand
De NTSB ontdekte dat vlak voor het opstijgen van vlucht 592 drie vliegtuigbanden en een aantal ongebruikte chemische zuurstofgeneratoren in het bagagecompartiment waren geladen door de onderhoudsmaatschappij van ValuJet, SabreTech. Gemonteerd boven de stoelen in de cabine leveren de generatoren zuurstof aan de zuurstofmaskers voor de passagiers. Wanneer een passagier een masker naar beneden trekt, gaat een slagpin over en begint de chemische reactie die zuurstof produceert. Bij de productie van zuurstof leveren de generatoren ook een grote hoeveelheid warmte. Zij konden, naar uit onderzoek bleek, een temperatuur van ca. 260 graden Celsius bereiken. Bij vervoer en opslag behoren de slagpinnen beveiligd te worden met kapjes, maar dit was niet gebeurd omdat het personeel van SabreTech tijd wilde besparen. Van veel generatoren werden alleen de trekdraden doorgeknipt. Op de registratielijsten werden de generatoren als "leeg" vermeld, terwijl ze dat in werkelijkheid niet waren. De niet correct op transport voorbereide generatoren werden losjes verpakt in kartonnen dozen die door het onderhoudspersoneel samen met de banden in het vrachtruim werden geladen.
De NTSB concludeerde dat terwijl de DC-9 over een oneffenheid op de startbaan reed, een zuurstofgenerator in het vrachtruim geactiveerd werd als gevolg van het ontbreken van veiligheidskapjes om de slagpinnen. De hitte van de generator was voldoende om de kartonnen doos waar de generatoren in verpakt waren te doen ontbranden. Deze brand ontstak vervolgens de overige generatoren. Het compartiment waar de brand ontstond, onder de cabine, is luchtdicht, waardoor vuur normaal gesproken snel dooft, maar door de vrijkomende zuurstof kon de brand lang en fel voortduren. De vliegtuigbanden voorzagen het vuur bovendien van brandstof. Een van die vliegtuigbanden explodeerde 5 minuten na het begin van de brand onder invloed van de hitte. De plotselinge verandering van de luchtdruk die hierdoor ontstond, werd door de piloten gehoord als een knal in hun koptelefoon en was oorzaak van een grote uitslag in de hoogtemeter. De brand tastte al vrij snel de elektrische installatie aan. Na enige tijd bereikte het vuur de cabine, die zich vulde met giftige rookgassen. Het toestel raakte onbestuurbaar en stortte neer.

### Vergelijkbaar ongeluk
In 1988 had American Airlines vlucht 132, een McDonnel Douglas MD-80, de opvolger van de DC-9, een vergelijkbaar incident. In het vrachtruim brak een brand uit door licht ontvlambare vracht, maar die keer kon de bemanning veilig landen en alle inzittenden overleefden het incident. Na dit ongeluk had de NTSB de FAA aanbevolen om verplicht te stellen dat alle vrachtruimen type D-rookmelders en/of sprinklers moesten hebben, welk verzoek echter niet werd gehonoreerd.
Rookmelders kunnen de bemanning melden dat er een brand uitbreekt, ruim voordat dit in de cabine te merken is, en een automatisch blussysteem kan de brand blussen of in ieder geval verkleinen, zodat er meer tijd komt om het vliegtuig veilig te landen. In februari 1998 (ca. 1,7 jaar na het ongeluk) beval de FAA dat alle vrachtruimen van het type D omgebouwd moesten worden naar type E of C.